# Charlee Minkin
Charlee Minkin, née le 13 novembre 1981 à San Francisco, est une judokate américaine.

## Palmarès international en judo
| Jeux panaméricains         | Jeux panaméricains | Jeux panaméricains |
| Année                      | Médaille           | Catégorie          |
| -------------------------- | ------------------ | ------------------ |
| 2003                       | argent             | –52 kg             |
| Championnats panaméricains |                    |                    |
| Année                      | Médaille           | Catégorie          |
| 2000                       | or                 | –52 kg             |
| 2002                       | argent             | –52 kg             |
| 2003                       | argent             | –52 kg             |
| 2004                       | argent             | –52 kg             |